# Epermenia aequidentellus
Epermenia aequidentellus är en fjärilsart som beskrevs av Ernst August Hofmann 1867. Epermenia aequidentellus ingår i släktet Epermenia och familjen skärmmalar. Inga underarter finns listade i Catalogue of Life.

## Bildgalleri

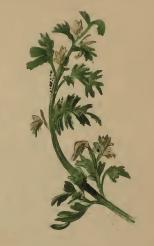
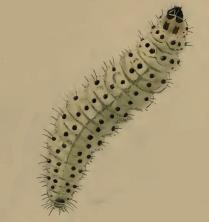
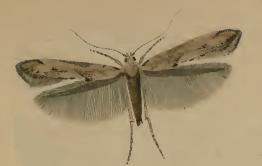